# Левков (Крыжопольский район)
Левков (укр. Левків) — село на Украине, находится в Крыжопольском районе Винницкой области.
Код КОАТУУ — 0521986202. Население по переписи 2001 года составляет 756 человек. Почтовый индекс — 24636. Телефонный код — 4340.
Занимает площадь 1,894 км².

## Религия
В селе действует Свято-Покровский храм Крыжопольского благочиния Могилёв-Подольской епархии Украинской православной церкви.

## Адрес местного совета
24623, Винницкая область, Крыжопольский р-н, с. Соколовка, ул. Ленина, 2